# U-855
 U-855  — немецкая подводная лодка типа IXC/40, времён Второй мировой войны. 
Заказ на постройку субмарины был отдан 5 июня 1941 года. Лодка была заложена 21 октября 1942 года на верфи судостроительной компании АГ Везер, Бремен, под строительным номером 1061, спущена на воду 17 апреля 1943 года, 2 августа 1943 года под командованием капитан-лейтенанта Альберта Шуренхагена вошла в состав учебной 4-й флотилии. 1 апреля 1944 года вошла в состав 10-й флотилии. 
Командиры лодки
- 2 августа 1943 года — 2 апреля 1944 года капитан-лейтенант Альберт Шуренхаген.
- 3 апреля 1944 года — 11 сентября 1944 года оберлейтенант Проспер Ольсен.

Лодка совершила	1 боевой поход, успехов не достигла. Числится пропавшей без вести с 11 сентября 1944 года к западу от Бергена, Норвегия. С лодкой пропали без вести все 56 членов экипажа. 